# Pablo Mirolo
Pablo Guillermo Mirolo (La Banda, Santiago del Estero, Argentina, 1 de febrero de 1979) es un procurador, abogado y político argentino, intendente de la ciudad de La Banda desde 2014 hasta 2022.

## Biografía
Pablo Mirolo nació en la ciudad de La Banda el 1 de febrero de 1979. Cursó sus estudios primarios y secundarios en el colegio San José de la ciudad de Santiago del Estero. Luego se recibió de procurador en la Universidad Católica de Santiago del Estero y abogado.
Posteriormente trabajó en diferentes áreas de la Municipalidad de La Banda, como la Defensoría del Pueblo y el Concejo Deliberante de dicha ciudad.
En agosto de 2014, se unió al Frente Renovador. Con el apoyo de Sergio Massa, se postuló como intendente de La Banda y fue elegido mediante el voto popular. Asumió el cargo el 31 de octubre de ese año.
Al año siguiente, se postuló para diputado nacional en las elecciones legislativas de 2015, encabezando la lista de Unidos por una Nueva Alternativa (UNA) en la provincia. Obtuvo la banca con el 19,17% de los votos. Se trató de un triunfo histórico, ya que luego de doce años de hegemonía, el Frente Cívico por Santiago que gobierna la provincia desde 2005, perdió una banca en el Congreso Nacional. Sin embargo, renunció y nunca juró como diputado nacional; en su lugar asumió su suplente, Mariana Elizabet Morales.
En las elecciones legislativas de 2017 volvió a postularse para diputado nacional, liderando la lista de 1País en la provincia. Sin embargo, la fuerza resultó tercera en dichos comicios, con el 9,14% de los votos y perdió el escaño. En simultáneo, se realizaron las elecciones provinciales de Santiago del Estero de 2017, en las cuales Mirolo se presentó como candidato a gobernador de la provincia junto a Roger Nediani como vicegobernador. La fórmula salió tercera con el 8% de los votos.
En 2018, fue reelegido intendente de La Banda con más del 40% de los votos. Asumió el cargo el 31 de octubre de ese año.
Nuevamente se postuló para diputado nacional en las elecciones legislativas de 2021, encabezando la lista del Frente Renovador. El partido resultó cuarto con el 7% de los votos. En paralelo, fue candidato a gobernador de Santiago del Estero en las elecciones provinciales de 2021, junto a Fernando Giménez como vicegobernador. La fórmula del Frente Renovador y Progresista resultó tercera con el 11% de los votos.
En marzo de 2022, el presidente de la Nación, Alberto Fernández, designó a Mirolo como nuevo vicepresidente de Ferrocarriles Argentinos Sociedad del Estado. Tras esta designación, renunció al cargo de intendente de La Banda, y el viceintendente Roger Nediani fue quien quedó al frente de la comuna.
Además ejerció la presidencia nacional del Frente Renovador, el partido de Sergio Massa, desde junio del año 2019 hasta marzo de 2024.